# Nekrolog 1. Quartal 1965
Nekrolog
◄◄
| ◄
| 1961
| 1962
| 1963
| 1964
| 1965 | 1966 | 1967 | 1968 | 1969 | ► | ►►
1. Quartal |
2. Quartal |
3. Quartal |
4. Quartal 1965
Weitere Ereignisse | Allgemeiner Nekrolog 1965
Die Beschreibung der verstorbenen Person sollte so kurz wie möglich gehalten sein und nur deren signifikante Tätigkeit(en) enthalten.
Neue Namen ggf. auch unter dem Geburts- und Sterbedatum, also etwa unter 1. Januar und im Geburts- und Sterbejahr (2024) eintragen (nur bei entsprechender großer Wichtigkeit). Für Beispiele siehe die schon vorhandenen Artikel.
Außerdem über die fünf zuletzt Verstorbenen, zu denen es einen ausreichend guten Artikel für eine Präsentation auf der Hauptseite gibt, nach der todesbedingten Überarbeitung der Artikel ggf. auch unter Wikipedia Diskussion:Hauptseite informieren und sie am besten auch in den anderen Wikipedia-Sprachversionen eintragen. Tipp: Regelmäßig bei news.google.de nach „ist tot“, „gestorben“ oder „verstorben“ suchen.
Wenn eine Person gestorben ist, gibt es viele Seiten zu dieser Person in der Wikipedia, die davon auch betroffen sind und entsprechend aktualisiert werden müssen. Beispiele: Namenübersichtsseite, Geburtsjahr, Geburtsort-Seiten und viele mehr.
Wie finde ich die betroffenen Seiten?
Im Suchfeld auf der linken Seite gibt man den Suchbegriff so ein: „Vorname Nachname“. Dann klickt man auf Volltext und alle Seiten mit entsprechendem Suchtext werden aufgerufen. Hier sieht man dann schnell, wo auch das Todesjahr Sinn macht oder sogar ein Teil des Artikels angepasst werden muss. Auch hilft das „Werkzeug“ auf der linken Seite sehr gut, um solche Seiten aufzufinden: „Links auf diese Seite“. Somit ist die Wikipedia wieder aktuell in allen Bereichen! Hinweis: bei Eintragung der Kategorie „Gestorben JAHR“ wird der Missbrauchsfilter 49 ausgelöst, was jedoch nicht schlimm ist. Siehe: Spezial:Missbrauchsfilter/49
Dies ist eine Liste von im ersten Quartal 1965 verstorbenen bekannten Persönlichkeiten. Die Einträge erfolgen innerhalb der einzelnen Daten alphabetisch sortiert. Tiere sind im Nekrolog für Tiere zu finden.

## Januar
| Tag        | Name                                                | Beruf, bekannt als                                                                                              | Alter | Beleg |
| ---------- | --------------------------------------------------- | --- | ----- | ----- |
| 1. Januar  | Romolo Costa                                        | italienischer Schauspieler und Synchronsprecher                                                                 | 67    |       |
| 1. Januar  | Reinhold Hübner                                     | deutscher Politiker (SPD), Mitglied der Stadtverordnetenversammlung von Groß-Berlin                             | 66    |       |
| 1. Januar  | Werner Kiewitz                                      | deutscher Diplomat                                                                                              | 73    |       |
| 1. Januar  | Juan Bautista Plaza                                 | venezolanischer Komponist und Musikwissenschaftler                                                              | 66    |       |
| 1. Januar  | Fritz Retter                                        | deutscher Fußballspieler                                                                                        | 68    |       |
| 1. Januar  | Walter Scheibler                                    | deutscher Landrat, Bürgermeister von Monschau und Lokalhistoriker                                               | 84    |       |
| 1. Januar  | George Simpson                                      | britischer Meteorologe                                                                                          | 86    |       |
| 1. Januar  | Ludwig Wrede                                        | österreichischer Eiskunstläufer                                                                                 | 70    |       |
| 2. Januar  | Friedrich Florey                                    | deutscher Politiker (LDPD), MdL, Mitglied des Deutschen Volksrates                                              | 72    |       |
| 2. Januar  | Staf Nees                                           | belgischer Komponist                                                                                            | 63    |       |
| 2. Januar  | Victor Purcell                                      | britischer Kolonialbeamter und China-Forscher                                                                   | 68    |       |
| 2. Januar  | Brenda Z. Seligman                                  | britische Ethnologin, Anthropologin und Sammlerin                                                               | 81    |       |
| 3. Januar  | Milton Avery                                        | US-amerikanischer Maler                                                                                         | 79    |       |
| 3. Januar  | Erwin Gohrbandt                                     | deutscher Chirurg und Hochschullehrer                                                                           | 74    |       |
| 3. Januar  | Tommy Gott                                          | US-amerikanischer Jazztrompeter, Kornettist und Bandleader                                                      | 69    |       |
| 3. Januar  | Hermann Hutmacher                                   | Schweizer Lehrer und Schriftsteller                                                                             | 67    |       |
| 3. Januar  | Semjon Arijewitsch Kosberg                          | sowjetischer Flugzeug- und Raketeningenieur                                                                     | -1    |       |
| 3. Januar  | Alexander Nikolajewitsch Poskrjobyschew             | Sekretär Stalins                                                                                                | 73    |       |
| 3. Januar  | Nina Otero-Warren                                   | US-amerikanische Politikerin und Autorin                                                                        | 83    |       |
| 4. Januar  | Albert Andergassen                                  | österreichischer Ingenieur, Baumeister und Wohnbaumanager                                                       | 39    |       |
| 4. Januar  | T. S. Eliot                                         | Lyriker, Dramatiker und Essayist                                                                                | 76    |       |
| 4. Januar  | Paul Rhode                                          | deutscher Lehrer und Politiker (SPD), MdL                                                                       | 87    |       |
| 4. Januar  | Françoise Spira                                     | französische Film- und Theaterschauspielerin                                                                    | 36    |       |
| 4. Januar  | Arthur Zinzen                                       | deutscher Ingenieur und Direktor des Deutschen Normenausschusses                                                | 71    |       |
| 5. Januar  | Hans Chloupač                                       | österreichischer Regierungsrat und Fossiliensammler                                                             | 77    |       |
| 5. Januar  | Erich Kuphal                                        | deutscher Historiker und Archivar                                                                               | 69    |       |
| 5. Januar  | Charles H. Lewis                                    | US-amerikanischer Politiker                                                                                     | 93    |       |
| 5. Januar  | Philipp Schubert                                    | deutscher Politiker (SPD), Hermannsteiner Bürgermeister, Landrat                                                | 67    |       |
| 6. Januar  | Armin Bodechtel                                     | deutscher Architekt und Politiker (SPD)                                                                         | 67    |       |
| 6. Januar  | Robert Frater                                       | britischer Fechter                                                                                              | 79    |       |
| 6. Januar  | George Gordon, 2. Marquess of Aberdeen and Temair   | britischer Adeliger                                                                                             | 85    |       |
| 6. Januar  | Søren Marinus Jensen                                | dänischer Ringer                                                                                                | 85    |       |
| 6. Januar  | Kurt Leese                                          | deutscher Philosoph                                                                                             | 77    |       |
| 6. Januar  | Emil Weiss                                          | Illustrator und Karikaturenzeichner                                                                             | 68    |       |
| 7. Januar  | Jean Belland                                        | französischer Cellist und Musikpädagoge                                                                         | 69    |       |
| 7. Januar  | Ludwig Hirschfeld-Mack                              | deutsch-australischer Künstler                                                                                  | 71    |       |
| 7. Januar  | Wolfgang Hoffmann-Harnisch                          | deutscher Schriftsteller, Dramaturg, Theaterregisseur, Filmregisseur, Hörspielregisseur und Drehbuchautor       | 71    |       |
| 7. Januar  | Henry S. Johnston                                   | US-amerikanischer Politiker                                                                                     | 97    |       |
| 7. Januar  | John Motley Morehead III                            | US-amerikanischer Unternehmer                                                                                   | 94    |       |
| 7. Januar  | Eino Rastas                                         | finnischer Langstreckenläufer                                                                                   | 70    |       |
| 8. Januar  | Boris Wassiljewitsch Barnet                         | sowjetischer Filmregisseur und Schauspieler                                                                     | 62    |       |
| 8. Januar  | Wilhelm Enßlin                                      | deutscher Althistoriker                                                                                         | 79    |       |
| 8. Januar  | Georg Gyssling                                      | deutscher Diplomat                                                                                              | 71    |       |
| 8. Januar  | Johann Paul Kremer                                  | deutscher Anatom und KZ-Arzt                                                                                    | 81    |       |
| 8. Januar  | Otto Lasarzik                                       | deutscher Landwirt und SS-Obersturmführer                                                                       | 61    |       |
| 8. Januar  | Eduard Meyer                                        | deutscher Agrarwissenschaftler, Tierzuchtleiter und Pferdezüchter                                               | 79    |       |
| 8. Januar  | Wilhelm Niedermayer                                 | deutscher Maler                                                                                                 | 65    |       |
| 8. Januar  | Arthur Nordlie                                      | norwegischer Politiker (Høyre), Mitglied des Storting und Unternehmer                                           | 81    |       |
| 8. Januar  | Charles Talbut Onions                               | englischer Lexikograph und Anglist                                                                              | 91    |       |
| 8. Januar  | Marianne Rieser                                     | österreichische Dramaturgin und Dramatikerin                                                                    | 65    |       |
| 8. Januar  | Hans Schröder                                       | deutscher Ministerialdirektor im Nationalsozialismus                                                            | 65    |       |
| 8. Januar  | Wolodymyr Sosjura                                   | ukrainischer Dichter                                                                                            | 67    |       |
| 8. Januar  | Daniel Wirtz                                        | deutscher Geologe und Hochschullehrer                                                                           | 50    |       |
| 9. Januar  | Johannes Dobberstein                                | deutscher Veterinärpathologe                                                                                    | 69    |       |
| 09. Januar | John Fleming                                        | britischer Sportschütze                                                                                         | 83    |       |
| 9. Januar  | Karl von Keissler                                   | österreichischer Botaniker                                                                                      | 92    |       |
| 9. Januar  | Walter Monckton                                     | britischer Rechtsanwalt und Politiker (Conservative Party), Mitglied des House of Commons                       | 73    |       |
| 9. Januar  | Erich Schwertner                                    | deutscher Politiker der (FDP/DPS), MdL, MdB                                                                     | 46    |       |
| 10. Januar | Paul-Émile Corbeil                                  | kanadischer Opernsänger (Bass) und Gesangspädagoge, Rundfunkproduzent und Schauspieler                          | 56    |       |
| 10. Januar | Charles Delac                                       | algerischstämmiger, französischer Filmfirmenmanager und Filmproduzent                                           | 85    |       |
| 10. Januar | Frederick Fleet                                     | Ausguck auf der RMS Titanic                                                                                     | 77    |       |
| 10. Januar | Samuel Kirkland Lothrop                             | US-amerikanischer Archäologe und Anthropologe                                                                   | 72    |       |
| 11. Januar | Albert Alexander, 1. Earl Alexander of Hillsborough | britischer Verteidigungsminister (1946–1950)                                                                    | 79    |       |
| 11. Januar | Florestano Di Fausto                                | italienischer Architekt                                                                                         | 74    |       |
| 11. Januar | Philipp Kremer                                      | deutscher Ingenieur und Hochschullehrer                                                                         | 78    |       |
| 11. Januar | Wally Pipp                                          | US-amerikanischer Baseballspieler                                                                               | 72    |       |
| 11. Januar | Karl Röhrle                                         | deutscher Gewerkschafter und Politiker                                                                          | 75    |       |
| 12. Januar | Gwynne Evans                                        | US-amerikanischer Schwimmer, Wasserballspieler und Leichtathlet                                                 | 84    |       |
| 12. Januar | Lorraine Hansberry                                  | US-amerikanische Dramatikerin                                                                                   | 34    |       |
| 12. Januar | Jakob Krug                                          | deutscher Architekt                                                                                             | 87    |       |
| 12. Januar | Ernest William Meiklereid                           | britischer Botschafter                                                                                          | 65    |       |
| 12. Januar | Max Scheunemann                                     | deutscher Pädagoge und Komponist                                                                                | 83    |       |
| 12. Januar | Jochen-Hilmar von Wuthenau                          | deutscher Landrat                                                                                               | 77    |       |
| 13. Januar | Leo Funtek                                          | finnischer Violinist, Dirigent, Komponist und Musikpädagoge österreichischer Herkunft                           | 79    |       |
| 13. Januar | Jean Stock                                          | deutscher Buchdrucker und Politiker (SPD), MdL                                                                  | 71    |       |
| 13. Januar | Anton Wendling                                      | deutscher Maler und Schöpfer von Kirchenfenstern                                                                | 73    |       |
| 14. Januar | Friedrich Bauereisen                                | deutscher Politiker (CSU), MdB                                                                                  | 69    |       |
| 14. Januar | Jeanette MacDonald                                  | US-amerikanische Schauspielerin und Sängerin (Sopran)                                                           | 61    |       |
| 14. Januar | Alois Scherf                                        | deutscher Jurist und Politiker (CDU), MdL                                                                       | 67    |       |
| 14. Januar | Christian Wegner                                    | deutscher Verleger                                                                                              | 71    |       |
| 14. Januar | Gustav Wilmanns                                     | deutscher Chemiker und Entwickler des Mehrschicht-Farbfilms                                                     | 83    |       |
| 15. Januar | Paulina Olga Guszalewicz                            | deutsche Presse-, Mode- und Porträtzeichnerin                                                                   | 67    |       |
| 15. Januar | Daniza Ilitsch                                      | jugoslawische Opern- und Liedersängerin (Sopran)                                                                | 50    |       |
| 15. Januar | Pierre Ngendandumwe                                 | burundischer Politiker und Premierminister                                                                      |       |       |
| 16. Januar | Albert Amann                                        | badischer Politiker (Zentrum, BCSV, CDU)                                                                        | 85    |       |
| 16. Januar | Erwin Geldmacher                                    | deutscher Ökonom und Hochschullehrer, Professor für Betriebswirtschaftslehre                                    | 79    |       |
| 16. Januar | René Moulaert                                       | belgischer Filmarchitekt                                                                                        | 63    |       |
| 16. Januar | Herbert Taylor                                      | US-amerikanischer Schwimmer und Wasserballspieler                                                               | 72    |       |
| 16. Januar | John Woodcock                                       | irischer Radrennfahrer                                                                                          | 62    |       |
| 17. Januar | Pierre-Marie Gerlier                                | französischer Geistlicher, Erzbischof von Lyon und Kardinal der römisch-katholischen Kirche                     | 85    |       |
| 17. Januar | Hannes Grabher                                      | österreichischer Mundartdichter                                                                                 | 70    |       |
| 17. Januar | Friedrich Laupheimer                                | deutscher Rabbiner und Bezirksrabbiner in Bad Ems (1932–1939)                                                   | 74    |       |
| 17. Januar | Hans Marchwitza                                     | deutscher Arbeiterdichter, Schriftsteller und Kommunist                                                         | 74    |       |
| 17. Januar | Joe Robichaux                                       | US-amerikanischer Jazz-Pianist                                                                                  | 64    |       |
| 17. Januar | Paul Schmolling                                     | deutscher Maler und Grafiker                                                                                    | 72    |       |
| 18. Januar | Wilhelm Lamszus                                     | deutscher Reformpädagoge und pazifistischer Schriftsteller                                                      | 83    |       |
| 18. Januar | Hans Steinemann                                     | deutscher Politiker (USPD/KPD), MdL                                                                             | 74    |       |
| 19. Januar | Carl Brandt                                         | deutscher Fabrikant                                                                                             | 78    |       |
| 19. Januar | Detlef Hartz                                        | deutscher Politiker, MdL                                                                                        | 72    |       |
| 19. Januar | Karl Jung                                           | deutscher Politiker (NSDAP), MdR                                                                                | 81    |       |
| 19. Januar | F. Dickinson Letts                                  | US-amerikanischer Jurist und Politiker                                                                          | 89    |       |
| 19. Januar | Arnold Luhaäär                                      | estnischer Gewichtheber, Kugelstoßer, Ringer und Leichtathlet                                                   | 59    |       |
| 19. Januar | Maurice Pate                                        | US-amerikanischer Geschäftsmann und Wohltäter                                                                   | 70    |       |
| 19. Januar | Frank Reicher                                       | deutsch-amerikanischer Schauspieler und Regisseur                                                               | 89    |       |
| 20. Januar | Hermann Buddenhagen                                 | deutscher Lehrer, Autor und Verlagslektor                                                                       | 77    |       |
| 20. Januar | Alan Freed                                          | US-amerikanischer Discjockey                                                                                    | 43    |       |
| 20. Januar | August Halbfell                                     | deutscher Politiker (SPD), MdL                                                                                  | 75    |       |
| 20. Januar | Curt Schlettwein                                    | deutscher Offizier, Kolonialbeamter in Togo und mecklenburgischer Ministerialbeamter                            | 85    |       |
| 20. Januar | Rudolf Seeliger                                     | deutscher Physiker                                                                                              | 78    |       |
| 20. Januar | Richard von Winterfeld                              | preußischer Verwaltungsjurist und Landrat                                                                       | 80    |       |
| 21. Januar | Jean Favard                                         | französischer Mathematiker                                                                                      | 62    |       |
| 21. Januar | Dixie Bibb Graves                                   | US-amerikanische Politikerin                                                                                    | 82    |       |
| 21. Januar | Reino Helismaa                                      | finnischer Texter, Coupletsänger, Filmschauspieler                                                              | 51    |       |
| 21. Januar | Philip Joubert de la Ferté                          | britischer Offizier der Luftstreitkräfte des Vereinigten Königreichs                                            | 77    |       |
| 21. Januar | Ödön Mikecz                                         | ungarischer Politiker                                                                                           | 70    |       |
| 21. Januar | Eduard Seifert                                      | deutscher Trompeter                                                                                             | 94    |       |
| 21. Januar | Hans Ueberschaar                                    | deutscher Japanologe                                                                                            | 79    |       |
| 21. Januar | Harvey Warren Zorbaugh                              | US-amerikanischer Soziologe                                                                                     | 68    |       |
| 22. Januar | Albrecht Fischer                                    | deutscher Baurat                                                                                                | 87    |       |
| 22. Januar | Papa John Joseph                                    | US-amerikanischer Jazzmusiker                                                                                   | 87    |       |
| 22. Januar | Gilbert Lavoine                                     | französischer Boxer                                                                                             | 43    |       |
| 22. Januar | Anton Pariser                                       | Volksbildner, Übersetzer                                                                                        | 74    |       |
| 22. Januar | Ludwig Ramelsberger                                 | deutscher Bankdirektor und Politiker (CSU), MdL Bayern                                                          | 65    |       |
| 22. Januar | Walter Riezler                                      | deutscher Klassischer Archäologe und Musikwissenschaftler                                                       | 86    |       |
| 22. Januar | Pierre Taittinger                                   | französischer Politiker und Unternehmer                                                                         | 77    |       |
| 22. Januar | Benno Ziegler                                       | deutscher Komponist und Musikschriftsteller                                                                     | 73    |       |
| 22. Januar | Nanne van der Zijpp                                 | friesischer Theologe und Kirchenhistoriker                                                                      | 64    |       |
| 23. Januar | Raymond Coulter                                     | US-amerikanischer Sportschütze                                                                                  | 67    |       |
| 23. Januar | Bernhard Dose                                       | Maschinenbauer und Seemaschinist, der sich mit Mathematik befasste                                              | 80    |       |
| 23. Januar | Otto Erdmann                                        | deutscher Filmarchitekt                                                                                         | 66    |       |
| 23. Januar | Gisela Klingmüller                                  | deutsche Malerin                                                                                                | 80    |       |
| 23. Januar | Erich Schoenberg                                    | deutscher Astronom                                                                                              | 82    |       |
| 24. Januar | Winston Churchill                                   | britischer Politiker, Mitglied des House of Commons und Premierminister während des Zweiten Weltkriegs und N... | 90    |       |
| 24. Januar | Michel-Maurice Lévy                                 | französischer Komponist                                                                                         | 81    |       |
| 24. Januar | Nikolai Onufrijewitsch Losski                       | russischer Philosoph, Theologe und Logiker                                                                      | 94    |       |
| 24. Januar | Jean Pradairol                                      | französischer Turner                                                                                            | 87    |       |
| 24. Januar | Johannes Rickers                                    | Pastor und Forscher zur Heimatgeschichte und Bauernhäusern                                                      | 71    |       |
| 24. Januar | Emma Sachse                                         | deutsche Politikerin (SPD/SED), MdV                                                                             | 77    |       |
| 25. Januar | Moritz Julius Bonn                                  | deutsch-jüdischer Staatswissenschaftler                                                                         | 91    |       |
| 25. Januar | Vinzenz Dittrich                                    | österreichischer Fußballspieler und -trainer                                                                    | 71    |       |
| 25. Januar | James Abram Garfield Rehn                           | amerikanischer Entomologe                                                                                       | 83    |       |
| 25. Januar | Sumner Sewall                                       | US-amerikanischer Politiker                                                                                     | 67    |       |
| 25. Januar | Billy Wedlock                                       | englischer Fußballspieler                                                                                       | 84    |       |
| 26. Januar | Jean Calvet                                         | französischer Theologe, Romanist und Literaturwissenschaftler                                                   | 91    |       |
| 26. Januar | George Enacovici                                    | rumänischer Komponist                                                                                           | 73    |       |
| 26. Januar | Konrad Geldmacher                                   | deutscher Bildhauer und Medailleur                                                                              | 86    |       |
| 26. Januar | Ernest Thomas Gilliard                              | US-amerikanischer Ornithologe                                                                                   | 52    |       |
| 26. Januar | Otto Münch                                          | Schweizer Stuckateur, Bildhauer und Plastiker                                                                   | 79    |       |
| 26. Januar | Harry Stuhldreher                                   | US-amerikanischer Footballspieler und Footballtrainer                                                           | 63    |       |
| 27. Januar | Gustav Aeckerlein                                   | deutscher Physiker und Hochschullehrer                                                                          | 86    |       |
| 27. Januar | Hans Altmann                                        | deutscher Architekt                                                                                             | 93    |       |
| 27. Januar | Jules Pierre van Biesbroeck                         | belgischer Maler                                                                                                | 91    |       |
| 27. Januar | C. Douglass Buck                                    | US-amerikanischer Politiker                                                                                     | 74    |       |
| 27. Januar | Mary Gillick                                        | britische Bildhauerin und Medailleurin                                                                          | 83    |       |
| 27. Januar | Hazel Howell                                        | US-amerikanische Schauspielerin                                                                                 | 66    |       |
| 27. Januar | Emil Kliment                                        | österreichischer Gewichtheber                                                                                   | 85    |       |
| 27. Januar | Mifune Kyūzō                                        | japanischer Judoka                                                                                              | 81    |       |
| 27. Januar | Reino Iisakki Kuuskoski                             | finnischer Politiker, Mitglied des Reichstags und Ministerpräsident                                             | 58    |       |
| 27. Januar | Hassan Ali Mansur                                   | iranischer Politiker und Ministerpräsident Irans                                                                | 41    |       |
| 27. Januar | Theo Uden Masman                                    | niederländischer Jazz-Pianist und Bandleader                                                                    | 63    |       |
| 27. Januar | Theodor von Zeska                                   | deutscher Schriftsteller und Staatsbeamter                                                                      | 70    |       |
| 28. Januar | Ernst Exss                                          | deutscher Generalmajor der Luftwaffe im Zweiten Weltkrieg                                                       | 68    |       |
| 28. Januar | Ruth Meier                                          | deutsche Malerin und Grafikerin                                                                                 | 76    |       |
| 28. Januar | Arthur Schutt                                       | US-amerikanischer Jazzpianist und Arrangeur                                                                     | 62    |       |
| 28. Januar | Maxime Weygand                                      | französischer General und Politiker im Ersten und Zweiten Weltkrieg                                             | 98    |       |
| 29. Januar | Karl Gelbke                                         | deutscher Arzt                                                                                                  | 65    |       |
| 29. Januar | Jack Hylton                                         | britischer Big-Band-Leader                                                                                      | 72    |       |
| 29. Januar | Ewald Oppermann                                     | deutscher Politiker (NSDAP), MdR, MdL, Generalkommissar für den Generalbezirk Nikolajew im Reichskommissaria... | 68    |       |
| 29. Januar | Robert Saitschick                                   | russisch-schweizerischer Literaturhistoriker und Philosoph                                                      | 96    |       |
| 29. Januar | Michał Spisak                                       | polnischer Komponist                                                                                            | 50    |       |
| 29. Januar | Harold Steinacker                                   | deutscher Historiker ungarischer Herkunft                                                                       | 89    |       |
| 29. Januar | Gladys Moore Vanderbilt                             | Mitglied aus der wohlhabenden Vanderbilt-Familie                                                                | 78    |       |
| 29. Januar | Henny Wolff                                         | deutsche Konzertsängerin (Sopran) und Gesangspädagogin                                                          | 68    |       |
| 30. Januar | Paul Brohmer                                        | deutscher Biologe                                                                                               | 79    |       |
| 30. Januar | Burgoyne Diller                                     | US-amerikanischer Maler und Bildhauer                                                                           | 59    |       |
| 30. Januar | Frol Romanowitsch Koslow                            | sowjetischer russischer Politiker                                                                               | 56    |       |
| 30. Januar | Richard Krüger                                      | deutscher Politiker (SPD), MdR                                                                                  | 84    |       |
| 30. Januar | Adolf Schönnenbeck                                  | deutscher Maler                                                                                                 | 95    |       |
| 30. Januar | Colby Slater                                        | US-amerikanischer Rugby-Union-Spieler                                                                           | 68    |       |
| 31. Januar | Peter Loquingen                                     | deutscher Politiker (KPD/Gruppe „Kommunistische Politik“), MdL                                                  | 66    |       |
| 31. Januar | Konstantin Murawiew                                 | bulgarischer Politiker und Ministerpräsident                                                                    | 71    |       |
| 31. Januar | Otto Riebicke                                       | deutscher Publizist und Schriftsteller                                                                          | 75    |       |
| 31. Januar | Hannes Schmucker                                    | deutscher Maler                                                                                                 | 65    |       |
| 31. Januar | Wolfgang Sörrensen                                  | deutscher Kunsthistoriker                                                                                       | 82    |       |
| Januar     | Walter Bastenie                                     | belgischer Eishockeyspieler                                                                                     | 54    |       |
| Januar     | Friedrich Dowedeit                                  | deutscher Politiker der Kommunistischen Partei Deutschlands (KPD)                                               | 72    |       |
| Januar     | Thomas Gnielka                                      | deutscher Journalist                                                                                            |       |       |
| Januar     | Jorge Gómez de Parada                               | mexikanischer Fußballspieler                                                                                    |       |       |
| Januar     | James H. Hazel                                      | US-amerikanischer Politiker                                                                                     | 76    |       |
| Januar     | Alfred Hans Rzeppa                                  | US-amerikanischer Ingenieur                                                                                     |       |       |
| Januar     | Myron Schaeffer                                     | US-amerikanischer Komponist, Musikwissenschaftler und Musikpädagoge                                             |       |       |

## Februar
| Tag         | Name                                       | Beruf, bekannt als                                                                                           | Alter | Beleg |
| ----------- | ------------------------------------------ | --- | ----- | ----- |
| 1. Februar  | Einar Berntsen                             | norwegischer Segler und Eisschnellläufer                                                                     | 73    |       |
| 1. Februar  | Charles B. McClintock                      | US-amerikanischer Politiker                                                                                  | 78    |       |
| 1. Februar  | Angelo Rotta                               | italienischer Apostolischer Nuntius in Budapest am Ende des Zweiten Weltkriegs                               | 92    |       |
| 1. Februar  | Joaquim Eulálio do Nascimento e Silva      | brasilianischer Diplomat                                                                                     | 81    |       |
| 1. Februar  | Roberto Quiroga                            | argentinischer Tangosänger und Gitarrist                                                                     | 54    |       |
| 1. Februar  | Walter Tarrach                             | deutscher Schauspieler                                                                                       | 56    |       |
| 2. Februar  | Paul Alsberg                               | deutscher Mediziner und Anthropologe                                                                         | 81    |       |
| 2. Februar  | Alberto de Angelis                         | italienischer Musikjournalist und Musikschriftsteller                                                        | 79    |       |
| 2. Februar  | Richard Palmer Blackmur                    | US-amerikanischer Lyriker und Literaturkritiker                                                              | 61    |       |
| 5. Februar  | David Brunt                                | britischer Meteorologe                                                                                       | 78    |       |
| 2. Februar  | José Durand Laguna                         | argentinischer Fußballspieler und -trainer                                                                   | 79    |       |
| 2. Februar  | Charles W. Harrison                        | US-amerikanischer Tenor                                                                                      | 86    |       |
| 2. Februar  | Kurt Heegner                               | deutscher Ingenieur, Physiker und Mathematiker                                                               | 71    |       |
| 2. Februar  | Carl Johan Lind                            | schwedischer Hammerwerfer                                                                                    | 81    |       |
| 2. Februar  | George Neville Watson                      | englischer Mathematiker                                                                                      | 79    |       |
| 2. Februar  | Karl Weber                                 | deutscher Filmarchitekt                                                                                      | 67    |       |
| 3. Februar  | Fritz Helmuth Ehmcke                       | deutscher Grafiker und Typograf                                                                              | 86    |       |
| 3. Februar  | Max Fillusch                               | deutscher Politiker (NSDAP), MdR                                                                             | 68    |       |
| 3. Februar  | Alfred Gmelin                              | deutscher Bankmanager                                                                                        | 86    |       |
| 3. Februar  | Art Kassel                                 | US-amerikanischer Jazz-Saxophonist und Bandleader                                                            | 69    |       |
| 3. Februar  | Giuseppe Levi                              | italienischer Mediziner                                                                                      | 92    |       |
| 3. Februar  | Ernst Licht                                | deutscher Komponist                                                                                          | 73    |       |
| 3. Februar  | Vittorio Lucchetti                         | italienischer Turner                                                                                         | 70    |       |
| 3. Februar  | Heinz von Perckhammer                      | österreichischer Fotograf                                                                                    | 69    |       |
| 03. Februar | Frank Schryver                             | australischer Schwimmer                                                                                      | 73    |       |
| 4. Februar  | Joseph Boakye Danquah                      | ghanaischer Jurist, Politiker und Unabhängigkeitsverfechter                                                  | 69    |       |
| 4. Februar  | Friedrich Langenfaß                        | deutscher evangelisch-lutherischer Geistlicher und Publizist                                                 | 84    |       |
| 4. Februar  | Wilhelm Ruppert                            | deutscher Unternehmer und Pionier bei der Entwicklung von Kunststofferzeugnissen                             |       |       |
| 5. Februar  | August Adam                                | deutscher katholischer Priester und Theologe                                                                 | 76    |       |
| 5. Februar  | Irving Bacon                               | US-amerikanischer Schauspieler                                                                               | 71    |       |
| 5. Februar  | Paul Engelmann                             | österreichisch-israelischer Architekt und Möbeldesigner                                                      | 73    |       |
| 5. Februar  | Richard Hartmann                           | deutscher Orientalist                                                                                        | 83    |       |
| 5. Februar  | Walter Meidinger                           | deutscher Photochemiker                                                                                      | 64    |       |
| 5. Februar  | Anastassi Andrejewitsch Wonsjazki          | russischer Politiker                                                                                         | 66    |       |
| 6. Februar  | Kurt Heuser                                | deutscher Theaterkapellmeister und Komponist                                                                 | 63    |       |
| 6. Februar  | Friedrich von Hohenzollern                 | Prinz von Hohenzollern, später Chef des Hauses                                                               | 73    |       |
| 6. Februar  | Ernst Jacobsthal                           | deutscher Mathematiker                                                                                       | 82    |       |
| 6. Februar  | Adolf Jensen                               | deutscher Politiker (SPD), MdL und Professor                                                                 | 87    |       |
| 6. Februar  | Helen Nussey                               | englisch-britische Sozialarbeiterin und Autorin                                                              | 89    |       |
| 6. Februar  | Latif Yalınlı                              | türkischer Fußballspieler                                                                                    |       |       |
| 7. Februar  | Erich Braun                                | deutscher Unternehmer und Politiker                                                                          | 63    |       |
| 7. Februar  | Adam Gerżabek                              | polnischer Maler und Kunstkritiker                                                                           | 66    |       |
| 7. Februar  | Luis Giannattasio                          | uruguayischer Politiker                                                                                      |       |       |
| 7. Februar  | Władysław Jarocki                          | polnischer Maler                                                                                             | 85    |       |
| 7. Februar  | Joseph Joanovici                           | französischer Krimineller, Kollaborateur und Résistance-Unterstützer                                         | 59    |       |
| 7. Februar  | Walther Kern                               | deutscher Pharmazeut                                                                                         | 64    |       |
| 7. Februar  | Ewald Mertens                              | deutscher Leichtathlet und Leichtathletiktrainer                                                             | 55    |       |
| 7. Februar  | Walthari Teja Uhlenhuth                    | deutscher Fotograf                                                                                           | 83    |       |
| 8. Februar  | Wilhelm Bauer                              | deutscher Politiker (CDU)                                                                                    | 74    |       |
| 8. Februar  | Adeline Bourne                             | britische Schauspielerin, Suffragette und Philanthropin                                                      | 92    |       |
| 8. Februar  | Otto Raggenbass                            | Schweizer Pädagoge und Kommunalpolitiker                                                                     | 59    |       |
| 8. Februar  | Karl Wilhelm Rosenmund                     | deutscher Chemiker                                                                                           | 80    |       |
| 9. Februar  | Fritz Bierhaus                             | deutscher Industrieller                                                                                      | 85    |       |
| 9. Februar  | Eduard Christ                              | deutscher Bankmanager                                                                                        | 79    |       |
| 9. Februar  | Joaquín Miguel Elizalde                    | philippinischer Politiker                                                                                    | 68    |       |
| 9. Februar  | J. Emile Verret                            | US-amerikanischer Politiker                                                                                  | 79    |       |
| 10. Februar | Kenelm Edgcumbe, 6. Earl of Mount Edgcumbe | britischer Adliger und Politiker                                                                             | 91    |       |
| 10. Februar | Bruno Leuschner                            | deutscher Politiker (KPD, SED), MdV, Mitglied des Politbüros des Zentralkomitees der SED                     | 54    |       |
| 10. Februar | Leo Reichsgraf von Lüttichau               | deutscher Reichsgraf und Gutsbesitzer                                                                        | 82    |       |
| 10. Februar | Friedrich zu Schleswig-Holstein            | deutscher Offizier und Grundbesitzer                                                                         | 73    |       |
| 10. Februar | Stephan zu Schaumburg-Lippe                | Rittmeister, Sturmbannführer und Legationssekretär                                                           | 73    |       |
| 11. Februar | Peder Falstad                              | norwegisch-amerikanischer Skispringer                                                                        | 71    |       |
| 11. Februar | Fritz Schönhöfer                           | deutscher Chemiker                                                                                           | 73    |       |
| 11. Februar | Witali Alexandrowitsch Tschechower         | russischer Schachkomponist                                                                                   | 56    |       |
| 11. Februar | Fritz Wider                                | deutscher Politiker (NLP, DNVP), MdR                                                                         | 87    |       |
| 11. Februar | Marie Wimer                                | US-amerikanische Tennisspielerint                                                                            | 88    |       |
| 12. Februar | Elise Aulinger                             | deutsche Schauspielerin                                                                                      | 83    |       |
| 12. Februar | Hans Barth                                 | Schweizer Journalist und Philosoph                                                                           | 60    |       |
| 12. Februar | John Hays Hammond, Jr.                     | US-amerikanischer Erfinder                                                                                   | 76    |       |
| 12. Februar | Karl Otto Horch                            | deutscher Pädagoge und Schriftsteller                                                                        | 77    |       |
| 12. Februar | Samuel C. Lind                             | US-amerikanischer Chemiker                                                                                   | 85    |       |
| 12. Februar | Eduard Munninger                           | österreichischer Autor, Pädagoge, Musiker                                                                    | 63    |       |
| 12. Februar | Wilhelm Pramme                             | deutscher Maler (Harzmaler)                                                                                  | 66    |       |
| 12. Februar | Stefan Silberberger                        | österreichischer Bildhauer                                                                                   | 77    |       |
| 12. Februar | Waldemar Steffen                           | deutscher Leichtathlet                                                                                       | 92    |       |
| 12. Februar | Bonnie Wetzel                              | US-amerikanische Jazzbassistin                                                                               | 38    |       |
| 12. Februar | Fritz Zolnhofer                            | deutscher Maler                                                                                              | 69    |       |
| 13. Februar | Karl Brinkel                               | deutscher Theologe                                                                                           | 51    |       |
| 13. Februar | Friedrich Brüne                            | deutscher Moorforscher und Bodenkundler                                                                      | 86    |       |
| 13. Februar | Humberto Delgado                           | portugiesischer General und Politiker                                                                        | 58    |       |
| 13. Februar | Wilhelm Fink                               | deutscher Benediktinermönch, Historiker und Heimatforscher                                                   | 75    |       |
| 13. Februar | William Heard Kilpatrick                   | US-amerikanischer Pädagoge und Schüler, Kollege und Nachfolger von John Dewey                                | 93    |       |
| 13. Februar | Gloria Morgan-Vanderbilt                   | US-amerikanische High-Society-Lady                                                                           | 60    |       |
| 13. Februar | Felix Piékarski                            | deutscher Politiker (NSDAP), MdR, MdL und SS-Führer                                                          | 74    |       |
| 13. Februar | Marinus Sørensen                           | dänischer Sprinter                                                                                           | 67    |       |
| 14. Februar | Franz Höbling                              | österreichischer Opernsänger (Bass), Theater- und Stummfilmschauspieler                                      | 78    |       |
| 14. Februar | Désiré-Émile Inghelbrecht                  | französischer Komponist und Dirigent                                                                         | 84    |       |
| 14. Februar | Ludwig Heinrich Jungnickel                 | österreichischer Maler und Illustrator                                                                       | 83    |       |
| 14. Februar | Waldemar Weimann                           | deutscher Gerichtsmediziner                                                                                  | 71    |       |
| 15. Februar | Selmar Aschheim                            | deutscher Gynäkologe                                                                                         | 86    |       |
| 15. Februar | Nat King Cole                              | US-amerikanischer Sänger und Jazz-Musiker                                                                    | 45    |       |
| 15. Februar | Paul Guignard                              | französischer Radrennfahrer                                                                                  | 88    |       |
| 15. Februar | Bruno Jüttner                              | deutscher Maler                                                                                              | 84    |       |
| 15. Februar | Anton Leb                                  | österreichischer Arzt, Radiologe und Hochschullehrer                                                         | 73    |       |
| 15. Februar | Rolf Lefdahl                               | norwegischer Turner                                                                                          | 82    |       |
| 15. Februar | Gerhard Loosch                             | deutscher General der Wehrmacht und Verwaltungsbeamter der Bundeswehr                                        | 70    |       |
| 15. Februar | Georg Pluta                                | deutscher Politiker (FDP)                                                                                    | 76    |       |
| 15. Februar | Otto Walter                                | österreichischer Klassischer Archäologe                                                                      | 82    |       |
| 16. Februar | Jan van Panthaleon van Eck                 | niederländischer Manager                                                                                     | 84    |       |
| 16. Februar | Paul Kirn                                  | deutscher Historiker                                                                                         | 74    |       |
| 16. Februar | Liselotte Malkowsky                        | deutsche Schlagersängerin                                                                                    | 51    |       |
| 16. Februar | Salvator Pélégry                           | französischer Schwimmer                                                                                      | 66    |       |
| 16. Februar | Ferdinand Prirsch                          | österreichischer Landwirt und Politiker (CSP, ÖVP), Abgeordneter zum Nationalrat                             | 58    |       |
| 16. Februar | Philibert Russo                            | französischer Geologe und Pionier der geologischen Erforschung von Marokko                                   | 79    |       |
| 16. Februar | Hans Sievers                               | deutscher Pädagoge und Politiker                                                                             | 71    |       |
| 16. Februar | Pappy Van Winkle                           | US-amerikanischer Geschäftsmann                                                                              | 90    |       |
| 17. Februar | Walter Hermann Bucher                      | US-amerikanischer Geologe                                                                                    | 75    |       |
| 17. Februar | Heinrich Martius                           | deutscher Mediziner                                                                                          | 80    |       |
| 17. Februar | Carlos Martins Pereira e Souza             | brasilianischer Diplomat                                                                                     | 80    |       |
| 17. Februar | Walter Vollmer                             | deutscher Schriftsteller                                                                                     | 61    |       |
| 18. Februar | Mies Boissevain-van Lennep                 | niederländische Frauenrechtlerin und Widerstandskämpferin                                                    | 68    |       |
| 18. Februar | Rudolf Eger                                | deutscher Schriftsteller und Regisseur                                                                       | 80    |       |
| 18. Februar | Arnold Ehrhardt                            | deutscher Rechtshistoriker, englischer Theologe                                                              | 61    |       |
| 18. Februar | Gustav Flohr                               | deutscher Politiker (KPD), MdR                                                                               | 69    |       |
| 18. Februar | Silvio Mohr                                | österreichischer Architekt                                                                                   | 82    |       |
| 18. Februar | Leopold Sturma                             | österreichischer Rechtsanwalt und Politiker (NSDAP)                                                          | 68    |       |
| 19. Februar | František Biňovec                          | österreichisch-tschechoslowakischer Politiker                                                                | 89    |       |
| 19. Februar | Guillermo Frez                             | chilenischer Fußballspieler                                                                                  | 66    |       |
| 19. Februar | Florence Gill                              | britische Synchronsprecherin                                                                                 | 87    |       |
| 19. Februar | Richard John                               | deutscher Offizier, zuletzt Generalleutnant im Zweiten Weltkrieg                                             | 68    |       |
| 19. Februar | Wilhelm Michaelis                          | deutscher evangelischer Theologe                                                                             | 69    |       |
| 19. Februar | Mary Elizabeth Price                       | US-amerikanische Malerin                                                                                     | 87    |       |
| 19. Februar | Hilde Stieler                              | deutsch-niederländische Schriftstellerin und Malerin                                                         | 85    |       |
| 19. Februar | Forrest Taylor                             | US-amerikanischer Schauspieler                                                                               | 81    |       |
| 19. Februar | Henry Graham White                         | britischer Politiker (Liberal Party)                                                                         | 84    |       |
| 19. Februar | Tom Wilson                                 | US-amerikanischer Schauspieler                                                                               | 84    |       |
| 20. Februar | Willy Drügemüller                          | deutscher Gewerkschafter und Politiker (SPD, SED), MdL                                                       | 73    |       |
| 20. Februar | W. D. Flick                                | US-amerikanischer Tontechniker                                                                               | 64    |       |
| 20. Februar | Fred Immler                                | deutscher Schauspieler                                                                                       | 84    |       |
| 20. Februar | Kawanishi Hide                             | japanischer Maler und Holzschnitt-Künstler                                                                   | 70    |       |
| 20. Februar | Jesús Villareal y Fierro                   | mexikanischer Geistlicher, römisch-katholischer Bischof von San Andrés Tuxtla                                | 80    |       |
| 20. Februar | Masao Yamakawa                             | japanischer Schriftsteller                                                                                   | 34    |       |
| 21. Februar | Henri Dry                                  | französischer Jurist, Maler, Zeichner, Karikaturist und Plakatkünstler                                       | 85    |       |
| 21. Februar | Mariano Simon Garriga                      | US-amerikanischer Geistlicher, Bischof von Corpus Christi                                                    | 78    |       |
| 21. Februar | Paul Pella                                 | österreichischer Kapellmeister und Musikdirektor                                                             | 72    |       |
| 21. Februar | Carl Rakeman                               | US-amerikanischer Maler und Grafiker                                                                         | 86    |       |
| 21. Februar | Karl Schaper                               | deutscher Theologe                                                                                           | 54    |       |
| 21. Februar | Heinrich de Tschaschell                    | deutscher Politiker (CDU), MdBB                                                                              | 71    |       |
| 21. Februar | Ludwig Welter                              | deutscher Opernsänger (Bass)                                                                                 | 47    |       |
| 21. Februar | Malcolm X                                  | US-amerikanischer Führer der Bürgerrechtsbewegung                                                            | 39    |       |
| 22. Februar | Martin Bartholdy                           | deutscher Archivar und Schriftsteller                                                                        | 61    |       |
| 22. Februar | George E. Diskant                          | US-amerikanischer Kameramann                                                                                 | 58    |       |
| 22. Februar | Jenö von Egan-Krieger                      | deutscher Offizier und Politiker (DNVP)                                                                      | 78    |       |
| 22. Februar | Margarete Federmann                        | deutsche Malerin                                                                                             | 82    |       |
| 22. Februar | Felix Frankfurter                          | US-amerikanischer Jurist, Richter am Obersten Gerichtshof der Vereinigten Staaten                            | 82    |       |
| 22. Februar | Peter Martin Lampel                        | deutscher Dramatiker, Erzähler und Maler                                                                     | 70    |       |
| 22. Februar | Richard W. Leche                           | US-amerikanischer Politiker und Gouverneur von Louisiana (1936–1939)                                         | 66    |       |
| 22. Februar | Johannes Leipoldt                          | deutscher Theologe, MdV                                                                                      | 84    |       |
| 22. Februar | Paul Lob                                   | Schweizer Eishockeyspieler                                                                                   | 71    |       |
| 22. Februar | Simin Palay                                | französischer Schriftsteller okzitanischer Sprache, Romanist, Okzitanist und Lexikograf                      | 90    |       |
| 22. Februar | Johannes Schlotfeldt                       | deutscher Politiker (CDU), MdL                                                                               | 73    |       |
| 22. Februar | Huub Sijen                                 | niederländischer Radrennfahrer                                                                               | 54    |       |
| 22. Februar | Nanna With                                 | norwegische Journalistin, Autorin, Musikerin und Lehrerin                                                    | 90    |       |
| 23. Februar | Luigi Castiglioni                          | italienischer Altphilologe (Latinist)                                                                        | 82    |       |
| 23. Februar | John Kitzmiller                            | US-amerikanischer Schauspieler                                                                               | 51    |       |
| 23. Februar | Stan Laurel                                | englischer Komiker und Filmschauspieler                                                                      | 74    |       |
| 23. Februar | Fedor Stepun                               | russischer Literat, Soziologe, Philosoph und Politiker                                                       | 81    |       |
| 23. Februar | Friedrich Winkler                          | deutscher Kunsthistoriker                                                                                    | 76    |       |
| 24. Februar | Herberts Cukurs                            | lettischer Pilot und Nazikollaborateur                                                                       | 64    |       |
| 24. Februar | Itō Takeo                                  | General der kaiserlich japanischen Armee                                                                     | 75    |       |
| 24. Februar | James P. Kem                               | US-amerikanischer Politiker                                                                                  | 74    |       |
| 24. Februar | Johannes Klotsche                          | deutscher Verwaltungsbeamter                                                                                 | 69    |       |
| 24. Februar | Karl Ewald Olszewski                       | deutscher Maler                                                                                              | 81    |       |
| 24. Februar | Leonore Pany                               | österreichische Schriftstellerin und Komponistin                                                             | 87    |       |
| 25. Februar | George Theodore Boileau                    | US-amerikanischer Ordensgeistlicher, Koadjutorbischof von Fairbanks                                          | 52    |       |
| 25. Februar | Wim Bronger                                | niederländischer Fußballspieler                                                                              | 77    |       |
| 25. Februar | Heinz Unger                                | deutscher Dirigent                                                                                           | 69    |       |
| 26. Februar | George Adamski                             | US-amerikanischer Science-Fiction-Schriftsteller und Ufologe                                                 | 73    |       |
| 26. Februar | Lotte Bergtel-Schleif                      | deutsche Bibliothekarin, aktiv im Widerstand gegen den Nationalsozialismus                                   | 61    |       |
| 26. Februar | Kurt Johnen                                | deutscher Pianist, Musikpädagoge und Musikschriftsteller                                                     | 81    |       |
| 26. Februar | Stewart Rome                               | britischer Schauspieler                                                                                      | 79    |       |
| 26. Februar | Rudolf Schwarzer                           | deutscher Politiker (BVP), MdR                                                                               | 85    |       |
| 26. Februar | Julius Skutnabb                            | finnischer Eisschnellläufer                                                                                  | 75    |       |
| 26. Februar | Werner Speiser                             | deutscher Kunsthistoriker                                                                                    | 57    |       |
| 26. Februar | Władysław Starewicz                        | polnischer Puppentrickfilmer, Pionier der Stop-Motion-Technik                                                | 82    |       |
| 26. Februar | Josef Zehetner                             | österreichischer Beamter und Politiker, Landtagsabgeordneter                                                 |       |       |
| 27. Februar | Gustave Alaux                              | französischer Maler, Illustrator, Graveur und Dekorateur                                                     | 77    |       |
| 27. Februar | Andree Bölken                              | deutscher Politiker (BDV, CDU), MdBB, Landwirt, Kaufmann und Senator                                         | 63    |       |
| 27. Februar | Lilly Hafgren-Waag                         | schwedische Opernsängerin                                                                                    | 80    |       |
| 27. Februar | Ruben Örtegren                             | schwedischer Sportschütze                                                                                    | 83    |       |
| 27. Februar | Kurt Rieß                                  | deutscher Ingenieur und Manager                                                                              | 67    |       |
| 28. Februar | Jens Chievitz                              | dänischer Turner                                                                                             | 76    |       |
| 28. Februar | Rudolf Huebner                             | deutscher Offizier, zuletzt Generalleutnant im Zweiten Weltkrieg                                             | 67    |       |
| 28. Februar | George Theodore Mickelson                  | US-amerikanischer Jurist und Politiker                                                                       | 61    |       |
| 28. Februar | Franz Reichel                              | deutscher Architekt                                                                                          | 63    |       |
| 28. Februar | Adolf Schärf                               | österreichischer Politiker (SPÖ), Mitglied des Bundesrates, Abgeordneter zum Nationalrat und Bundespräsident | 74    |       |

## März
| Tag      | Name                                     | Beruf, bekannt als                                                                                              | Alter | Beleg |
| -------- | ---------------------------------------- | --- | ----- | ----- |
| 1. März  | Boyd Atkins                              | US-amerikanischer Jazzmusiker                                                                                   |       |       |
| 1. März  | Walter Dix                               | deutscher Pflanzenbauwissenschaftler                                                                            | 85    |       |
| 1. März  | Rosa Helfers                             | deutsche Politikerin (SPD), Mitglied des Preußischen Landtages und des Niedersächsischen Landtages              | 79    |       |
| 1. März  | Julius Jirasek                           | österreichischer Architekt und Designer                                                                         | 69    |       |
| 1. März  | Boleslav Vomáčka                         | tschechischer Komponist, Musikkritiker und Jurist                                                               | 77    |       |
| 1. März  | Rolf Weise                               | deutscher Rechtsanwalt und Politiker (CDU)                                                                      | 57    |       |
| 1. März  | Albert White                             | britischer Bahnradsportler                                                                                      | 75    |       |
| 2. März  | Richard Herda-Vogel                      | deutscher Kunstmaler und Graphiker                                                                              | 64    |       |
| 2. März  | Kawabe Masakazu                          | japanischer General                                                                                             | 78    |       |
| 2. März  | Johannes Kühling                         | deutscher Politiker der CDU                                                                                     | 74    |       |
| 2. März  | Micheil Zereteli                         | georgischer Historiker und Diplomat                                                                             | 86    |       |
| 3. März  | Carlo Gatti                              | italienischer Komponist und Musikschriftsteller                                                                 | 88    |       |
| 3. März  | Per Krohg                                | norwegischer Künstler                                                                                           | 75    |       |
| 3. März  | Paul Oldenkott                           | Tabakfabrikant in Ahaus                                                                                         | 75    |       |
| 3. März  | Raoul Sourzat                            | französischer Turner                                                                                            | 86    |       |
| 3. März  | Karl Vigl                                | Südtiroler Organist, Kapellmeister und Komponist                                                                | 66    |       |
| 4. März  | Arita Hachirō                            | japanischer Diplomat und Politiker                                                                              | 80    |       |
| 4. März  | Hanns Bökels                             | deutscher Architekt                                                                                             | 73    |       |
| 4. März  | Christian Buttkus                        | deutsches Todesopfer der Berliner Mauer                                                                         | 21    |       |
| 4. März  | Ernst Durig                              | österreichischer Jurist und Präsident des Verfassungsgerichtshofes                                              | 94    |       |
| 4. März  | Robert Erbelding                         | deutscher Maler und Grafiker                                                                                    | 74    |       |
| 4. März  | William S. Flynn                         | US-amerikanischer Politiker und Gouverneur des Bundesstaates Rhode Island (1923–1925)                           | 79    |       |
| 4. März  | Franz Haniel                             | deutscher Großindustrieller                                                                                     | 81    |       |
| 4. März  | Willard Motley                           | US-amerikanischer Schriftsteller                                                                                |       |       |
| 5. März  | Meflah Benaouda                          | algerisch-französischer Fußballspieler                                                                          | 58    |       |
| 5. März  | Salvador Castaneda Castro                | Präsident von El Salvador                                                                                       | 76    |       |
| 5. März  | Chen Cheng                               | chinesischer Militär und Politiker, Vizepräsident der Republik China                                            | 68    |       |
| 5. März  | Albert Hillenkötter                      | deutscher Politiker (CDU), MdL                                                                                  | 67    |       |
| 5. März  | Václav Hrabě                             | tschechischer Dichter                                                                                           | 24    |       |
| 5. März  | Johann von Leers                         | deutscher antisemitischer Autor und nationalsozialistischer Propagandist                                        | 63    |       |
| 5. März  | Hans Meyboden                            | deutscher Maler                                                                                                 | 64    |       |
| 5. März  | Hans Schulten                            | deutscher Internist und Hochschullehrer                                                                         | 65    |       |
| 5. März  | Helen Waddell                            | nordirische Autorin und Übersetzerin                                                                            | 75    |       |
| 05. März | Kurt Wiesinger                           | deutsch-schweizerischer Maschinenbauingenieur                                                                   | 85    |       |
| 6. März  | Alexander von Bernus                     | deutscher Schriftsteller und Alchemist                                                                          | 85    |       |
| 6. März  | Margaret Dumont                          | US-amerikanische Schauspielerin                                                                                 | 82    |       |
| 6. März  | Hans Erich Feine                         | deutscher Rechtswissenschaftler                                                                                 | 74    |       |
| 6. März  | Jules Goux                               | französischer Automobilpionier und -rennfahrer                                                                  | 79    |       |
| 6. März  | Sonja Graf                               | deutsche Schachspielerin                                                                                        | 56    |       |
| 6. März  | Alfred Kremer                            | deutscher Maler                                                                                                 | 69    |       |
| 6. März  | Herbert Stanley Morrison                 | britischer Politiker der Labour Party                                                                           | 77    |       |
| 6. März  | Karl Julius Hartmann                     | deutscher Mediziner                                                                                             | 71    |       |
| 7. März  | Anthon van der Horst                     | niederländischer Organist, Dirigent, Komponist und Musikpädagoge                                                | 65    |       |
| 7. März  | Louise Mountbatten                       | britisch-deutsche Prinzessin, durch Heirat Königin von Schweden                                                 | 75    |       |
| 7. März  | Gustav Schäfer                           | deutscher Politiker (SPD), MdL                                                                                  | 72    |       |
| 8. März  | Urho Castrén                             | finnischer Politiker                                                                                            | 78    |       |
| 8. März  | Tadd Dameron                             | US-amerikanischer Jazzmusiker                                                                                   | 48    |       |
| 8. März  | Julius Frey                              | deutscher Politiker (CDU), Bürgermeister von Gelnhausen                                                         | 69    |       |
| 8. März  | Esther Howard                            | US-amerikanische Schauspielerin                                                                                 | 72    |       |
| 8. März  | George Jaffé                             | deutsch-amerikanischer Physiker und Chemiker                                                                    | 85    |       |
| 8. März  | George Bailey Sansom                     | britischer Historiker des prämodernen Japan                                                                     | 81    |       |
| 9. März  | Valentine Bialas                         | US-amerikanischer Eisschnellläufer                                                                              | 62    |       |
| 9. März  | Tommy Douglas                            | US-amerikanischer Bandleader, Saxophonist und Klarinettist                                                      | 53    |       |
| 9. März  | Karl Meißner                             | deutscher Politiker (SPD), MdL                                                                                  | 74    |       |
| 9. März  | Karl Hans Walther                        | deutscher Sanitätsoffizier und Hygieniker                                                                       | 69    |       |
| 10. März | Richard Batz                             | deutscher Architekt und Politiker (RSF)                                                                         | 70    |       |
| 10. März | Jean Boyer                               | französischer Regisseur und Drehbuchautor                                                                       | 63    |       |
| 10. März | Jack Cosgrove                            | US-amerikanischer Spezialeffektkünstler                                                                         | 62    |       |
| 10. März | Hans Gabrielsen                          | norwegischer Politiker (Venstre), Minister und Jurist                                                           | 74    |       |
| 10. März | Beatrice Harrison                        | englische Cellistin                                                                                             | 72    |       |
| 11. März | Willem Hupkes                            | niederländischer Widerstandskämpfer                                                                             | 84    |       |
| 11. März | Joseph Joos                              | deutscher Journalist und Politiker (Zentrum), MdR                                                               | 86    |       |
| 11. März | Dionisio Kfoury                          | syrischer Weihbischof in Antiochia                                                                              | 85    |       |
| 11. März | Clemente Micara                          | italienischer Kardinal der römisch-katholischen Kirche                                                          | 85    |       |
| 11. März | Josef Osterhuber                         | deutscher Journalist                                                                                            | 88    |       |
| 11. März | Herbert Ruscheweyh                       | deutscher Jurist und Politiker (SPD), MdHB, Präsident der Hamburger Bürgerschaft, Präsident des Hanseatische... | 72    |       |
| 11. März | Søren Sørensen                           | dänischer Turner                                                                                                | 67    |       |
| 11. März | Karl Wisoko-Meytsky                      | österreichischer Beamter und Verwaltungsjurist                                                                  | 79    |       |
| 12. März | Riccardo Cozzaglio                       | italienischer Bauingenieur und Politiker                                                                        | 68    |       |
| 12. März | Emil Keller                              | Schweizer Politiker                                                                                             | 87    |       |
| 12. März | Hans Lehr                                | deutscher Schriftsteller                                                                                        | 64    |       |
| 12. März | Heinrich Schachtebeck                    | deutscher Geiger, Dirigent und Hochschullehrer                                                                  | 78    |       |
| 12. März | Peter Weber                              | deutscher Landwirt und Politiker (DPS), MdL Saarland                                                            | 63    |       |
| 13. März | Jella Braun-Fernwald                     | österreichische Opern- und Konzertsängerin                                                                      | 71    |       |
| 13. März | Patrick Giles                            | irischer Politiker                                                                                              |       |       |
| 13. März | Corrado Gini                             | italienischer Statistiker, Soziologe und Demograph                                                              | 80    |       |
| 13. März | Vittorio Jano                            | italienischer Konstrukteur von Rennsportwagen                                                                   | 73    |       |
| 13. März | Fan Noli                                 | albanischer orthodoxer Bischof und Politiker                                                                    | 83    |       |
| 13. März | Otto Scheib                              | deutscher Architekt und Stadtplaner                                                                             | 72    |       |
| 13. März | Fritz Wagener                            | deutscher Politiker (SPD)                                                                                       | 69    |       |
| 14. März | Frederick Browning                       | britischer General                                                                                              | 68    |       |
| 14. März | Marion Jones                             | US-amerikanische Tennisspielerin                                                                                | 85    |       |
| 14. März | Hermann Poschinger                       | österreichischer Maler                                                                                          | 79    |       |
| 14. März | Stanko Premrl                            | slowenischer Komponist                                                                                          | 84    |       |
| 15. März | Theodor Bursche                          | polnischer Architekt                                                                                            | 71    |       |
| 15. März | Franz Doelle                             | deutscher Militärkapellmeister und Komponist                                                                    | 81    |       |
| 15. März | Assen Hartenau                           | österreichischer Finanzbeamter und Diplomat                                                                     | 75    |       |
| 15. März | Teodor Koskenniemi                       | finnischer Leichtathlet                                                                                         | 77    |       |
| 15. März | Herbert Kraus                            | deutscher Völkerrechtler                                                                                        | 81    |       |
| 15. März | Bernhard von Loßberg                     | deutscher Offizier, zuletzt Generalmajor im Zweiten Weltkrieg                                                   | 65    |       |
| 16. März | Paul Apel                                | deutscher Widerstandskämpfer zur Zeit des Dritten Reiches                                                       | 68    |       |
| 16. März | Alois Bergmann-Franken                   | deutscher Kunstmaler                                                                                            | 67    |       |
| 16. März | William C. Feazel                        | US-amerikanischer Politiker                                                                                     | 69    |       |
| 16. März | Alfred Merlin                            | französischer Archäologe                                                                                        | 89    |       |
| 16. März | Luise Wieland                            | deutsche Politikerin (SPD), MdL                                                                                 | 55    |       |
| 17. März | August Brüning                           | deutscher Chemiker, Lebensmittelchemiker, Toxikologe, Hochschullehrer, Kriminalwissenschaftlicher sowie Buch... | 88    |       |
| 17. März | Nancy Cunard                             | britische Journalistin, Verlegerin und Publizistin                                                              | 69    |       |
| 17. März | Alice Herz                               | deutsche Pazifistin und Journalistin                                                                            | 82    |       |
| 17. März | Lorenz Karall                            | österreichischer Rechtsanwalt und Politiker (CSP, VF, ÖVP)                                                      | 70    |       |
| 17. März | Clarence E. Pickett                      | US-amerikanischer Theologe                                                                                      | 80    |       |
| 17. März | Alfred Schmidt-Hoepke                    | deutscher Schriftsteller, Journalist und Politiker (Wirtschaftspartei), MdL                                     | 73    |       |
| 17. März | Amos Alonzo Stagg                        | US-amerikanischer Footballspieler und Footballtrainer                                                           | 102   |       |
| 18. März | Ernst Bach                               | deutscher Politiker (DNVP und CDU), MdL                                                                         | 62    |       |
| 18. März | Faruq                                    | ägyptischer König (1936–1952)                                                                                   | 45    |       |
| 18. März | Albert Frank                             | deutscher Chemiker und Unternehmer                                                                              | 92    |       |
| 18. März | Willy Fries                              | Schweizer Maler und Kunstlehrer                                                                                 | 84    |       |
| 18. März | Edward Keating                           | US-amerikanischer Politiker                                                                                     | 89    |       |
| 18. März | Lea Luboshutz                            | russische Geigerin und Musikpädagogin                                                                           | 80    |       |
| 18. März | Otto Wyler                               | Schweizer Maler                                                                                                 | 77    |       |
| 19. März | Edward Battersby Bailey                  | britischer Geologe                                                                                              | 83    |       |
| 19. März | Pierre Chayriguès                        | französischer Fußballspieler                                                                                    | 72    |       |
| 19. März | Fritz Duras                              | deutscher und australischer Arzt, Hochschullehrer und Forscher                                                  | 68    |       |
| 19. März | Gheorghe Gheorghiu-Dej                   | rumänischer Politiker                                                                                           | 63    |       |
| 19. März | Franz Jetzinger                          | österreichischer Theologe und Politiker, Landtagsabgeordneter                                                   | 82    |       |
| 19. März | Ernst Kutzer                             | österreichischer Grafiker und Illustrator                                                                       | 84    |       |
| 19. März | Frederick Leathers, 1. Viscount Leathers | britischer Politiker und Manager, Peer                                                                          | 81    |       |
| 19. März | Marshall Limon                           | kanadischer Sprinter                                                                                            | 49    |       |
| 19. März | Horst von Sanden                         | deutscher Mathematiker und Hochschullehrer                                                                      | 81    |       |
| 19. März | Anton Stursa                             | österreichischer Gebrauchsgrafiker, Maler und Amateur-Zauberkünstler                                            | 62    |       |
| 20. März | Edward Archibald                         | kanadischer Stabhochspringer                                                                                    | 80    |       |
| 20. März | Arnold Frank                             | britischer Theologe ungarischer Herkunft in der Judenmission                                                    | 106   |       |
| 20. März | Daniel Frank                             | US-amerikanischer Weitspringer                                                                                  |       |       |
| 20. März | Hermann Frede                            | deutscher Architekt                                                                                             | 81    |       |
| 20. März | Thomas Harvey                            | britischer Radrennfahrer                                                                                        | 76    |       |
| 20. März | Curt Moeller                             | deutscher Arzt, Pionier der Dialyse                                                                             | 54    |       |
| 20. März | Stefan Zankow                            | bulgarisch-orthodoxer Erzpriester                                                                               | 83    |       |
| 21. März | René Frank                               | deutsch-elsässischer Pianist und Komponist                                                                      | 55    |       |
| 21. März | André Theuriet                           | französischer Schwimmer und Rugbyspieler                                                                        | 77    |       |
| 22. März | Mario Bonnard                            | italienischer Schauspieler und Filmregisseur                                                                    | 75    |       |
| 22. März | Morteza Mahjubi                          | iranischer Pianist Komponist und Musiklehrer                                                                    | ~64   |       |
| 22. März | Axel Martinius Erichsen                  | norwegischer Schachspieler                                                                                      | 82    |       |
| 22. März | Benjamin L. Rosenbloom                   | US-amerikanischer Politiker                                                                                     | 84    |       |
| 22. März | Wilhelm Schapp                           | deutscher Philosoph und Jurist                                                                                  | 80    |       |
| 22. März | Adolf Voll                               | deutscher Architekt, Stadtplaner und Designer                                                                   | 83    |       |
| 22. März | Heinrich Wandt                           | deutscher Autor und Publizist                                                                                   | 74    |       |
| 23. März | Karl Barwick                             | deutscher Klassischer Philologe                                                                                 | 81    |       |
| 23. März | Louis Bonniot de Fleurac                 | französischer Mittel- und Langstreckenläufer                                                                    | 88    |       |
| 23. März | Maria Vera Brunner                       | österreichische Pianistin, Kunsthandwerkerin, Textilkünstlerin und Gebrauchsgrafikerin                          | 79    |       |
| 23. März | Walter Butzek                            | deutscher Architekt                                                                                             | 79    |       |
| 23. März | Kurt Helle-Haeusler                      | deutscher Politiker (DP/CDU) und Abgeordneter des Niedersächsischen Landtages                                   | 70    |       |
| 23. März | Mae Murray                               | US-amerikanische Schauspielerin und Tänzerin                                                                    | 79    |       |
| 23. März | Toni Reinhard                            | Schweizer Romanist                                                                                              | 47    |       |
| 24. März | Raoul Blanchard                          | französischer Geograph                                                                                          | 87    |       |
| 25. März | Calvin T. Durgin                         | US-amerikanischer Seeoffizier, zuletzt Admiral der United States Navy während des Zweiten Weltkriegs            | 72    |       |
| 25. März | Giorgio Federico Ghedini                 | italienischer Komponist                                                                                         | 72    |       |
| 25. März | Wolfgang Klemperer                       | Ingenieur und Luftfahrtpionier                                                                                  | 72    |       |
| 25. März | Ulrich Krzemien                          | deutscher Mann, Todesopfer der Berliner Mauer                                                                   | 24    |       |
| 25. März | Viola Gregg Liuzzo                       | US-amerikanische Bürgerrechtlerin                                                                               | 39    |       |
| 25. März | Otto Löwenstein                          | deutsch-US-amerikanischer Neuropsychiater                                                                       | 75    |       |
| 25. März | Werner Markert                           | deutscher Historiker                                                                                            | 59    |       |
| 25. März | Ladislao Vajda                           | ungarischer Regisseur                                                                                           | 58    |       |
| 25. März | Paul Weiß                                | österreichischer Politiker (SDAP), Landtagsabgeordneter im Burgenland                                           | 56    |       |
| 26. März | Minna Burgarth                           | deutsche Schriftstellerin                                                                                       | 87    |       |
| 26. März | Bruno Fleischer                          | deutscher Augenarzt                                                                                             | 90    |       |
| 26. März | Wolfgang Gurlitt                         | deutscher Kunsthändler und -sammler, Verleger und Galerist                                                      | 77    |       |
| 26. März | T. Frank Hayes                           | US-amerikanischer Politiker                                                                                     | 81    |       |
| 26. März | Hildegard Johanna Kaeser                 | deutsche Schriftstellerin und Übersetzerin                                                                      | 60    |       |
| 26. März | Gabriel Levy                             | deutscher Filmproduzent und Filmkaufmann                                                                        | 83    |       |
| 26. März | Carl von Pidoll                          | deutscher Pianist, Komponist, Schauspieler, Generalagent, Direktor und Schriftsteller                           | 76    |       |
| 26. März | Carl Ritter                              | deutscher Chirurg                                                                                               | 93    |       |
| 26. März | Friedl Schlichtinger                     | deutsche Politikerin (SPD)                                                                                      | 53    |       |
| 26. März | Heinrich Schomburgk                      | deutscher Tennisspieler und Fußballspieler                                                                      | 79    |       |
| 27. März | Alexander Forbes                         | US-amerikanischer Neurophysiologe                                                                               | 82    |       |
| 27. März | Georg Freiherr von und zu Franckenstein  | deutscher Politiker (CSU), MdL und Landrat                                                                      | 66    |       |
| 27. März | Dirk Lotsy                               | niederländischer Fußballspieler                                                                                 | 82    |       |
| 27. März | Charles Kingsley Meek                    | britischer Anthropologe                                                                                         | 79    |       |
| 27. März | Albert Nüsse                             | deutscher Geodät                                                                                                | 82    |       |
| 27. März | Johannes Osten                           | niederländischer Fechter                                                                                        | 85    |       |
| 27. März | Friedrich Rasche                         | deutscher Journalist, Autor, Schriftsteller, Kritiker, Essayist                                                 | 64    |       |
| 28. März | Richard Beesly                           | britischer Ruderer                                                                                              | 57    |       |
| 28. März | Iwan Wassiljewitsch Boldin               | Chef der sowjetischen Militäradministration Thüringen                                                           | 72    |       |
| 28. März | David Clark Cabeen                       | US-amerikanischer Romanist und Literaturwissenschaftler                                                         |       |       |
| 28. März | Clemence Dane                            | britische Drehbuchautorin und Schriftstellerin                                                                  | 77    |       |
| 28. März | Vito Dumas                               | argentinischer Einhandsegler und Schriftsteller                                                                 | 64    |       |
| 28. März | Gwoya Jungarai                           | Aborigine, der auf Briefmarken und auf einer Münze abgebildet wurde                                             |       |       |
| 28. März | Adolph Ernst Knoch                       | US-amerikanischer Theologe und Bibelherausgeber                                                                 | 90    |       |
| 28. März | Lisa Krause                              | deutsche Politikerin (SED)                                                                                      | 50    |       |
| 28. März | Mary, Countess of Harewood               | britische Prinzessin und Tochter von Georg V.                                                                   | 67    |       |
| 28. März | Dawid Iossifowitsch Saslawski            | sowjetischer Journalist                                                                                         |       |       |
| 28. März | Rudolf Schenck                           | deutscher Chemiker und Mineraloge                                                                               | 95    |       |
| 29. März | Zlatko Baloković                         | kroatischer Violinist                                                                                           | 70    |       |
| 29. März | Eric Brook                               | englischer Fußballspieler                                                                                       | 57    |       |
| 29. März | Noah M. Mason                            | US-amerikanischer Politiker                                                                                     | 82    |       |
| 29. März | Ewald Mataré                             | deutscher Maler und Bildhauer                                                                                   | 78    |       |
| 29. März | Peadar Ó hAnnracháin                     | irischer Schriftsteller und Dramatiker                                                                          | 91    |       |
| 29. März | Ottilie Reylaender                       | deutsche Malerin                                                                                                | 82    |       |
| 29. März | Julian Larcombe Schley                   | US-amerikanischer Offizier                                                                                      | 85    |       |
| 29. März | Wilhelm Worringer                        | deutscher Kunsthistoriker                                                                                       | 84    |       |
| 30. März | Alexander Alexandrowitsch Charkewitsch   | russischer Wissenschaftler                                                                                      | 61    |       |
| 30. März | Theo Eggink                              | deutscher Holzbildhauer und Scherenschnittkünstler                                                              | 63    |       |
| 30. März | John Farleigh                            | britischer Künstler                                                                                             | 64    |       |
| 30. März | Maurilio Fossati                         | italienischer Geistlicher, Erzbischof und Kardinal                                                              | 88    |       |
| 30. März | John Hatfield                            | britischer Schwimmer und Wasserballspieler                                                                      | 71    |       |
| 30. März | Philip Showalter Hench                   | US-amerikanischer Arzt                                                                                          | 69    |       |
| 30. März | Richard Schweizer                        | Schweizer Drehbuchautor und zweifacher Oscarpreisträger                                                         | 64    |       |
| 30. März | Maarten de Wit                           | niederländischer Segler                                                                                         | 81    |       |
| 31. März | Heinrich Droms                           | deutscher Politiker (SPD), MdA                                                                                  | 77    |       |
| 31. März | Wilhelm von Holzschuher                  | deutscher Gutsbesitzer und nationalsozialistischer Regierungspräsident                                          | 71    |       |
| 31. März | Mario Mafai                              | italienischer expressionistischer Maler                                                                         | 63    |       |
| 31. März | Siegfried Maria Rüffler                  | österreichischer Bildhauer                                                                                      | 66    |       |
| 31. März | Gerta von Ubisch                         | deutsche Physikerin, Botanikerin, Pflanzengenetikerin und Hochschullehrerin                                     | 82    |       |